# Progoni kršćana
Progoni kršćana predstavljaju progone osoba kršćanske vjere odnosno fizičke radnje - koje su poduzimali bilo pojedinci bilo države - koji u svom korijenu imaju netoleranciju prema kršćanstvu kao vjeroispovjesti.
Kršćanstvo se s progonima susretalo od svojih samih početaka, pa su tako rani kršćani već u 1. stoljeću bili metom progona Židova, a potom od vlasti Rimskog Carstva. Progoni su se nastavili sve do početka 4. stoljeća kada je kršćanstvo legalizirano Milanskim ediktom cara Konstantina.
Kršćanski misionari i preobraćenici na kršćanstvo su potom, nastojeći širiti kršćanstvo na nova područja, često postajali žrtvom progona, a ponekad u tome postajali mučenicima. Podjela kršćanstva na međusobno suprotstavljene denominacije je, pak, dovela do toga da kršćani postaju metom progona drugih kršćana, a za što brojne primjere pruža Reformacija u 16. stoljeću.
U 20. stoljeću kršćani su bili progonjeni u komunističkim, odnosno službeno ateističkim državama kao što je bila SFR Jugoslavija, Albanija i SSSR. I u sadašnjici kršćane proganjaju radikalni muslimani i hindusi u brojnim državama Azije i Afrike.

## Vanjske poveznice
- International Christian Concern: Daily News on Christian Persecution around the World
- compassdirect.org: news from the frontlines of persecution
- Coptic Christians persecuted in Egypt  Arhivirana inačica izvorne stranice od 29. travnja 2010. (Wayback Machine)
- Montagnard Foundation supporting Christians persecuted in Vietnam, Laos and Cambodia  Arhivirana inačica izvorne stranice od 18. studenoga 2018. (Wayback Machine)
- Daily updates about Christian persecution in India  Arhivirana inačica izvorne stranice od 5. listopada 2019. (Wayback Machine)